# Il libro di biologia
Il libro di biologia (Asimov's New Guide to Science) è un saggio di divulgazione scientifica dello scrittore Isaac Asimov, pubblicato per la prima volta nel 1984.
Il libro è strutturato in sette capitoli ed analizza diverse branche della biologia, l'autore traccia una sorta di storia della disciplina utilizzando il suo classico stile semplice e diretto.

## Capitoli
1. La molecola
2. Le proteine
3. La cellula
4. I microorganismi
5. Il corpo
6. Le specie
7. La mente

## Edizioni
- Isaac Asimov, Il libro di biologia, traduzione di Alessandra Fois, Arnoldo Mondadori Editore, 1987,  pp. 422, cap. 7, ISBN 88-04-40474-4.